# Грани (журнал)
«Гра́ни» — ежеквартальный русский межконтинентальный журнал литературы, искусства, науки и общественной мысли.

## История
Основан 20 июля 1946 года Евгением Романовым, членом руководства Народно-трудового союза российских солидаристов (НТС) и другими представителями второй эмиграции, которые попали в Западную Германию из Советского Союза во время Второй мировой войны.
Официально «Грани» никогда не были органом НТС, но всегда ассоциировались с ним.
До 1991 года журнал издавался во Франкфурте-на-Майне (ФРГ) на русском языке, затем редакция переехала в Москву.
В 1992 году тираж журнала составлял 10 000 экземпляров, но уже в 1993 году упал до 3000 штук. В 1996 году издательство «Посев» прекратило выпуск журнала, и издателем стала Т. А. Жилкина. В 2000 году журнал выпускался тиражом 750 экземпляров.
В «Гранях» в разные годы публиковались труды таких писателей и поэтов, как: А. Ахматова, Л. Бородин, И. Бунин, З. Гиппиус, Ю. Домбровский, Б. Зайцев, Н. Лосский, И. Ципин, А. Куприн, В. Солоухин, М. Цветаева, О. П. Ильинский, Н. М. Коржавин.
Распространение альманаха в СССР показано в фильме 2015 года C. С. Говорухина «Конец прекрасной эпохи», где герои читают её под обложкой трудов А. Чехова.

## Главные редакторы
- Евгений  Романович Романов-Островский (1946—1952)
- Л. Ржевский (1952—1955)
- Е. Романов (1955—1962)
- Н. Тарасова (1962—1982)
- Р. Редлих (1982—1983)
- Г. Владимов (1984—1986)
- Е. Самсонова-Брейтбарт (1986—1995)
- Татьяна Жилкина (с 1996)